# Menace
Menace ist eine britische Punkband. Sie gehört zu jenen Punkgruppen, die in ihren Anfangstagen zwar nur einige Singles aufgenommen haben, jedoch trotzdem einen erheblichen Einfluss auf die Punkszene hatten.

## Geschichte
Noel Martin (Schlagzeug), Steve Tannett (Gitarre) Morgan Webster (Gesang) und Charlie Casey (Bass) gründeten 1976 Menace. Ihr erstes Jahr war recht erfolgreich. Sie spielten in den Punkhochburgen Roxy, Vortex und Hope & Anchor, wurden in Mark P.s Fanzine Sniffin’ Glue gelobt und veröffentlichten ihre erste Single Screwed Up bei Illegal Records. Der Text ihrer zweiten Single GLC (für Greater London Council, „Political man and your smiling lies / You're all covered in smut / GLC / You're full of shit“) brachte ihnen einigen Ärger ein. Die Stadt London versuchte ihre Konzerte zu verhindern und in den meisten Radiosendern wurde der Titel nicht gespielt. The Menace sprachen sowohl Punks als auch Skinheads an. Sie spielten oftmals als Vorgruppe von Sham 69. Nach gut zwei Jahren und fünf veröffentlichten Singles bei drei verschiedenen Plattenlabels löste sich die Gruppe in ihrer ursprünglichen Form auf. Morgan Webster wurde durch John Lacey ersetzt und die Band nannte sich „The Aces“. Unter diesem Namen brachte sie eine weitere Single heraus.
Im Zuge des Oi!-Revivals Mitte der 1990er stieg das Interesse an Menace wieder an. Die Gruppe nahm mit Andrew Tweedie an Tannetts Stelle neue Stücke auf, die Tonträger erschienen bei Captain Oi! Records und Knockout (Split-EP mit Loikaemie). 2002 wechselte wiederum das Line-Up.

## Besetzung
- Noel Martin (Gesang)
- Dave Jenkins (Bass)
- Pete Bradshaw (Gitarre)
- Simon Edwards(Schlagzeug)

## Diskografie
- 1977: Screwed up / Insane Society (7", Illegal Records)
- 1978: GLC / I'm Civilised (7", Small Wonder)
- 1978: I Need Nothing / Electrocutioner (7", Illegal Records)
- 1978: The Young Ones / Tomorrow's World / Live For Today (7", Fresh Records)
- 1979: Last Year's Youth / Carry No Banners (7", Small Wonder)
- 1981: One Way Street / Why should it be mine (7", ETC Records, als "The Aces")
- 1999: Society Still Insane / GLC / Insane Society / The Young Ones (EP, Japan)
- 1999: C & A / Punk Rocker / It’s Not Unusual / Last Year's Youth (EP, Knock Out Records)
- 2000: Menace Live In Bermondsey (Livealbum, Japan)
- 2001: Crisis (Album, Captain Oi)
- 2001: Bad Cards / C & A (Split-EP mit Loikaemie, Knock Out)
- 2003: Rogues Gallery (Album, Captain Oi)
- 2005: Menace Punk Singles Collection (Captain Oi)
- 2011: Too Many Punks Are Dead
- 2014: London Stories (Rebel in Print)
- 2018: Social Insecurity
- 2022: Test Of Time